# Rambures

Rambures este o comună în departamentul Somme, Franța. În 1 ianuarie 2022 avea o populație de 374 de locuitori.

## Obiective turistice

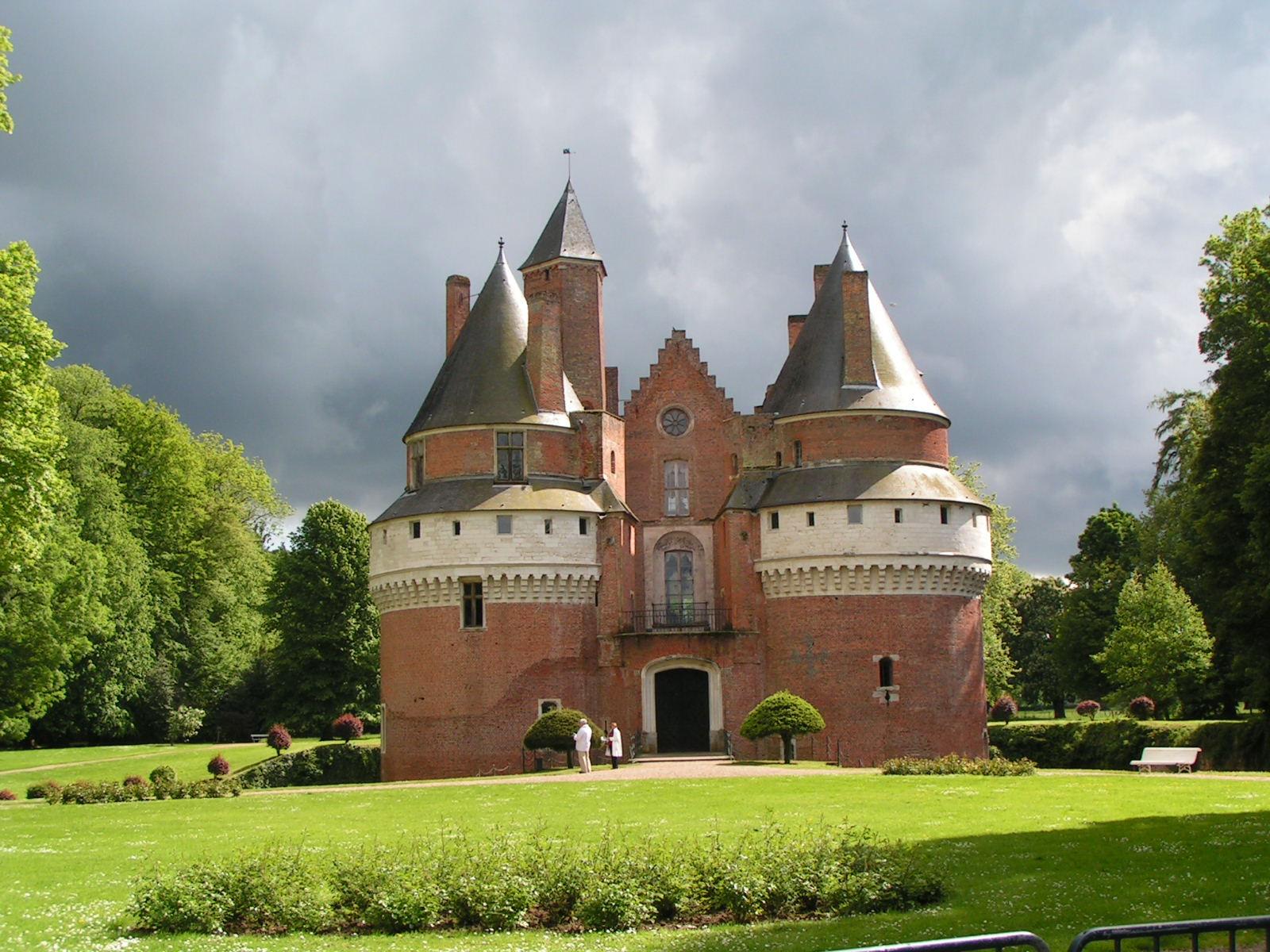
Castelul Rambures

- Castelul Rambures din secolul al XV-lea (monument istoric din 1840)